# ويل هوي
ويل هوي (بالإنجليزية: Will Hoy)‏ هو سائق سيارة سباق بريطاني، ولد في 2 أبريل 1953 في ملبورن في المملكة المتحدة، وتوفي في 19 ديسمبر 2002 في لندن في المملكة المتحدة.

## روابط خارجية
- ويل هوي على موقع Racing-Reference.info (الإنجليزية)
- ويل هوي على موقع DriverDB.com (الإنجليزية)
- ويل هوي على موقع eWRC-results.com (الإنجليزية)